# Electron carinatum
Az Electron carinatum  a madarak osztályának verébalakúak (Passeriformes)  rendjébe és a motmotfélék (Momotidae) családjába tartozó faj.

## Rendszerezése
A fajt Bernard du Bus de Gisignies belga zoológus írta le 1847-ben, a Prionites nembe Prionites carinatus néven.

## Előfordulása
Mexikó déli részén, valamint Belize, Costa Rica, Guatemala, Honduras és Nicaragua területén honos. Természetes élőhelyei a szubtrópusi és trópusi síkvidéki és hegyi esőerdők. Állandó, nem vonuló faj.

## Megjelenése
Testhossza 38 centiméter.

## Természetvédelmi helyzete
Az elterjedési területe elég nagy, viszont nagyon széttagolt, egyedszáma pedig csökken. A Természetvédelmi Világszövetség Vörös listáján sebezhető fajként szerepel.